# Ednan Karabaïev
Ednan (Oskonovitch) Karabaïev (en kirghiz et en russe : Эднан Осконович Карабаев ; né le 17 janvier 1953), est un homme politique kirghiz. Ministre des Affaires étrangères du Kirghizistan de 1992 à 1993 et du 8 février 2007 au 26 janvier 2009.